# Серибе, Пако
Пако Серибе (англ. Pako Seribe; род. 7 апреля 1991, Габороне) — ботсванский легкоатлет, специалист по бегу на короткие дистанции. Выступает за сборную Ботсваны по лёгкой атлетике с 2007 года, чемпион Африки, рекордсмен страны, участник многих крупных международных соревнований.

## Биография
Пако Серибе родился 7 апреля 1991 года в городе Габороне, Ботсвана.
Впервые заявил о себе в лёгкой атлетике на международной арене в сезоне 2007 года, когда вошёл в состав ботсванской национальной сборной и побывал на чемпионате Африки среди юниоров в Уагадугу, откуда привёз награду бронзового достоинства, выигранную в беге на 400 метров. В той же дисциплине стартовал на юношеском чемпионате мира в Остраве, но здесь сумел дойти лишь до стадии полуфиналов.
В 2008 году выступил в эстафете 4 × 400 метров на юниорском мировом первенстве в Быдгоще.
На африканском юниорском первенстве 2009 года в Бамбусе одержал победу в беге на 400 метров и стал бронзовым призёром в эстафете 4 × 400 метров.
Начиная с 2010 года выступал на взрослом уровне, в частности в этом сезоне стартовал в эстафете 4 × 400 метров на чемпионате мира в помещении в Дохе и на чемпионате Африки в Найроби, где выиграл серебряную медаль, уступив в финале только команде из Кении. Отметился выступлением и на юниорском мировом первенстве в Монктоне, став седьмым в эстафете и восьмым в индивидуальном беге на 400 метров.
В 2011 году участвовал в чемпионате мира в Тэгу, стартовал на дистанции 400 метров, но не смог пройти дальше предварительного квалификационного этапа. В той же дисциплине финишировал восьмым на Всеафриканских играх в Мапуту.
В 2012 году принял участие в мировом первенстве в помещении в Стамбуле и в африканском первенстве в Порто-Ново.
На чемпионате мира 2013 года в Москве выступал эстафете 4 × 400 метров.
В 2014 году в беге на 400 метров дошёл до полуфинала на Играх Содружества в Глазго и был шестым на чемпионате Африки в Марракеше. В Марракеше вместе со своими соотечественниками также победил в программе эстафеты 4 × 400 метров.
На Африканских играх 2015 года в Браззавиле дошёл до полуфинала в беге на 200 метров и показал пятый результат в эстафете 4 × 100 метров.
Принимал участие в Играх Содружества 2018 года в Голд-Косте, стартовал в беге на 200 метров, но на предварительном квалификационном этапе сошёл с дистанции и не показал никакого результата.